# 兩隻老虎 (小說)
《兩隻老虎》是台灣作家王禎和的作品，發表於1971年12月的《幼獅文藝》216期。描寫一間小店的老闆和夥計之間故事。曾經改編成電視劇，播映於台視。 